# Tromatobia oculatoria
Tromatobia oculatoria är en stekelart som först beskrevs av Fabricius 1798.  Tromatobia oculatoria ingår i släktet Tromatobia, och familjen brokparasitsteklar. Arten är reproducerande i Sverige.